# Emmerting
Emmerting – miejscowość i gmina w Niemczech, w kraju związkowym Bawaria, w rejencji Górna Bawaria, w regionie Südostoberbayern, w powiecie Altötting, siedziba wspólnoty administracyjnej Emmerting. Leży około 7 km na wschód od Altötting, nad rzeką Alz.

## Demografia
| Rok  | Liczba mieszk. |
| ---- | -------------- |
| 1970 | 2 005          |
| 1987 | 3 285          |
| 2000 | 3 957          |

## Polityka
Wójtem gminy jest Josef Maier z FW, rada gminy składa się z 16 osób.
|      | CSU | SPD | FW | Zieloni | Razem |
| 2008 | 8   | 1   | 6  | 1       | 16    |
| 2002 | 8   | 2   | 5  | 1       | 16    |

## Współpraca
Miejscowość partnerska:
- Grünbach am Schneeberg, Austria

## Oświata
W gminie znajduje się dwa przedszkola oraz  szkoła podstawowa i Hauptschule (22 nauczycieli, 397 uczniów).